# Mattonidi
I Mattonidi, in tedesco Mattonen, era una stirpe dell'Austrasia Orientale (Franconia orientale) altomedievale. La loro stirpe è attestata dall'VIII secolo all'anno 926; alcune stirpi della Franconia del Pieno Medioevo, come i conti di Castell e i signori di Rothenburg, sono annoverate tra i discendenti cognatici dei Mattonidi.

## Storia
L'origine dei Mattonidi è oscura. Quel che è certo è che facevano parte della "Reichsdienstadel" merovingia (in italiano "nobiltà di servizio regio") e che i predecessori dei Mattonidi sono noti già dal V secolo. In seguito alle conquiste degli austrasiani orientali dei Merovingi e poi dei Carolingi, gli antenati dei Mattonidi che erano al loro seguito divennero "maiores natu" (nobili di nascita). La loro stirpe era particolarmente ricca nel Grabfeld e in diversi Gau, che oggi sono occupati dai distretti amministrativi bavaresi dell'Alta, Media e Bassa Franconia.
Nel VII secolo si verificò una scissione del lignaggio: emerse la linea degli Alwalahonidi (Alwalahonen), dal nome del membro della stirpe Alwalah, che compare nella veste di fondatore nella Bassa Franconia nel 772, e quella dei Mattonidi in senso lato. Quest'ultima si divise a sua volta in tre linee, di cui la prima, la cosiddetta linea Huntolf, dal nome del capostipite Huntolf, lasciò in eredità tutti i suoi possedimenti all'abbazia di Fulda. La seconda linea si estinse presto, e lasciò i suoi beni in eredità alla terza parte della famiglia: questa era guidata da Matto il Vecchio, che fondò i Mattonidi in senso stretto e diede anche il nome alla stirpe.
La stirpe dei Mattonidi aveva considerevoli proprietà terriere e riceveva in feudo dal re terre e persone. In cambio, i suoi membri svolgevano un elevato servizio politico. Così, alcuni membri della loro famiglia occuparono cattedre vescovili e fondarono monasteri nelle aree che erano state appena evangelizzate della Franconia Orientale. Tuttavia, a parte Einfirst-Mattenzell, non ci sono pervenuti atti di questo tipo da parte di Matto il Vecchio e di sua moglie Hadaburg; tuttavia, il fratello di Matto, Megingaudo il Vecchio, fu il secondo vescovo di Würzburg.
I figli di Matto, Matto il Giovane, Megingaudo il Giovane, Giuliana e forse Hruadlaug e Megina, si distinsero per fondazioni monastiche. I conventi di Wenkheim, Megingaudshausen, Neustadt am Main e il convento di Schwarzach am Main sono riconducibili alla suddetta stirpe. Nell'VIII secolo, nel 776 e nel 796, i fratelli donarono Wenkheim all'abbazia di Fulda di Bonifacio,  e nel 788 donarono anche Einfirst-Mattenzell e un numero maggiore di villaggi a Fulda.
Nell'816, Megingaudo il Giovane e sua moglie Imma fondarono Megingaudshausen (probabilmente Unterlaimbach) nello Steigerwald, che sarebbe diventata l'abbazia predecessore del monastero di Münsterschwarzach. Nel frattempo, sul Meno, le suore risiedevano nel convento di Schwarzach. Questo convento risale alla fondazione da parte dei Matton, che volevano assicurare una sistemazione alle loro figlie secondogenite. Fastrada, quarta moglie di Carlo Magno, anch'essa annoverata tra i Mattonidi, ampliò ulteriormente il monastero.
L'ultimo rappresentante della stirpe fu probabilmente l'abate commendatario e vescovo di Frisinga, Dracholf, morto nel 926. I ricercatori sospettano anche connessioni cognatiche con famiglie nobili dell'alto Medioevo, come i conti di Castell e i signori di Rothenburg, che però non possono essere provate attraverso connessioni genealogiche: queste ipotesi di basano solo sui possedimenti che erano originariamente nelle mani dei Mattonidi e che si ritrovano qualche secolo dopo con le dinastie sopra citate.

## Membri

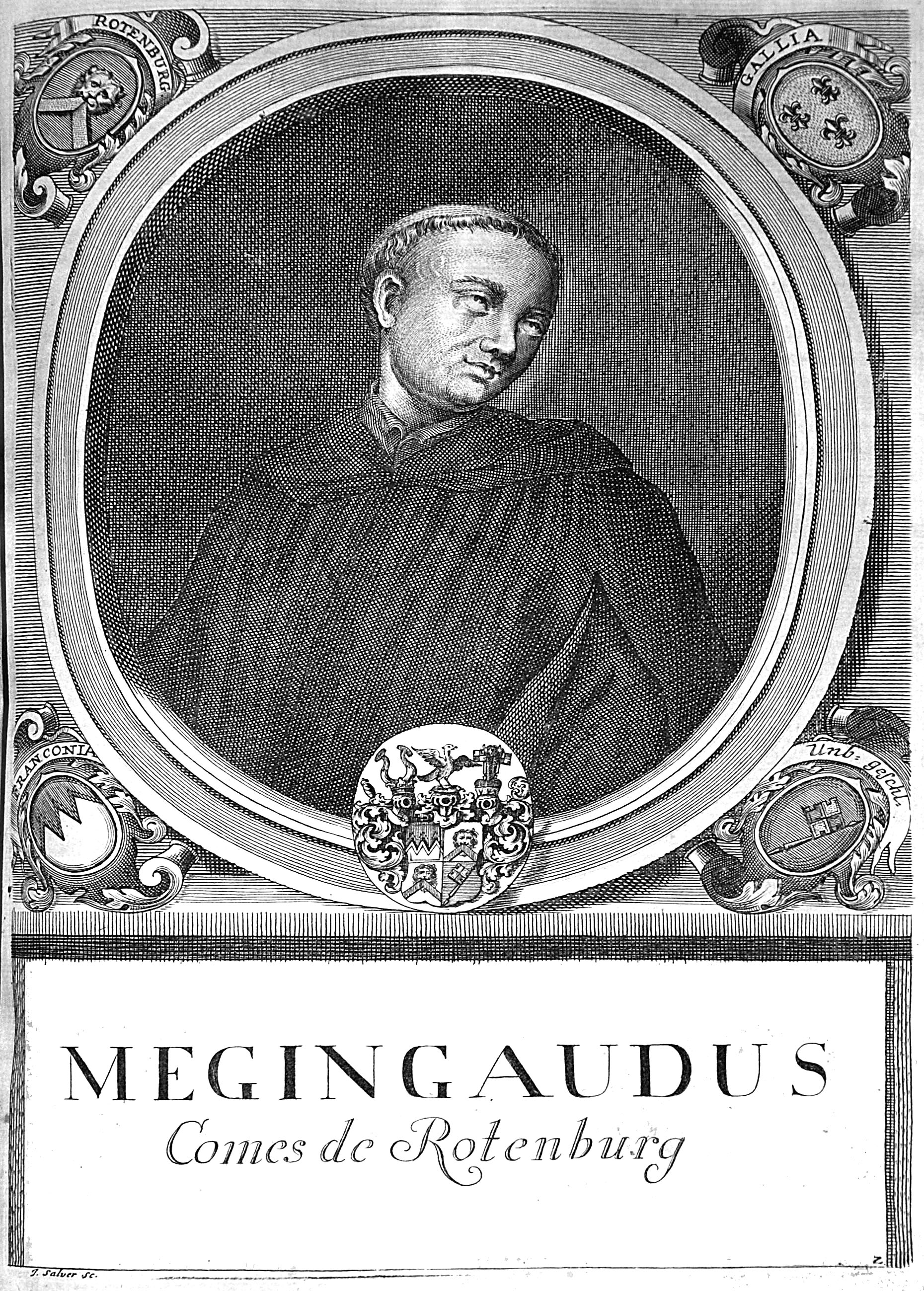
Rappresentazione storicizzata del vescovo di Würzburg Megingaudo

È possibile ricostruire solo parti dell'albero genealogico:
- A1. Megingaudo il Vecchio (anche Megingaud di Würzburg, Megingoz;710-783), vescovo di Würzburg;
- A2. Hruadlaug, forse badessa di Frauenschwarzach;
- A3. Matto il Vecchio (anche Manto, Macco) ⚭ Hadaburg.
  - B1 Matto il Giovane.
  - B2. Megingaud il Giovane ⚭ Imma (anche Ymna).
    - C1. Arnoldo;
    - C2. Marquard[8].

  - B3. Giuliana (documentata nel 789-794), forse badessa di Frauenschwarzach;
  - B4. Megina.

Inoltre, le seguenti persone sono annoverate tra gli appartenenti ai Mattonidi:
- Alwalah, attestato da una grande donazione in Bassa Franconia e Turingia nell'anno 772 (forse † 803 come monaco nel monastero di Fulda);
- Radolf (attestato nell'VIII secolo);
- Adeloga († 750), badessa del monastero di Kitzingen, santa;
- Fastrada (765 circa-794), quarta moglie di Carlo Magno;
- Gumberto († 795), vescovo di Würzburg, abate del monastero di Ansbach;
- Blutenda (chiamata anche Blittrude) († 17 aprile 851), badessa del convento di Münsterschwarzach;
- Arn (prima dell'855-13 luglio 892), vescovo di Würzburg[9];
- Dracholf (anche Traghülf) († 926), vescovo di Frisinga, abate commendatario di Münsterschwarzach.

## Stemma

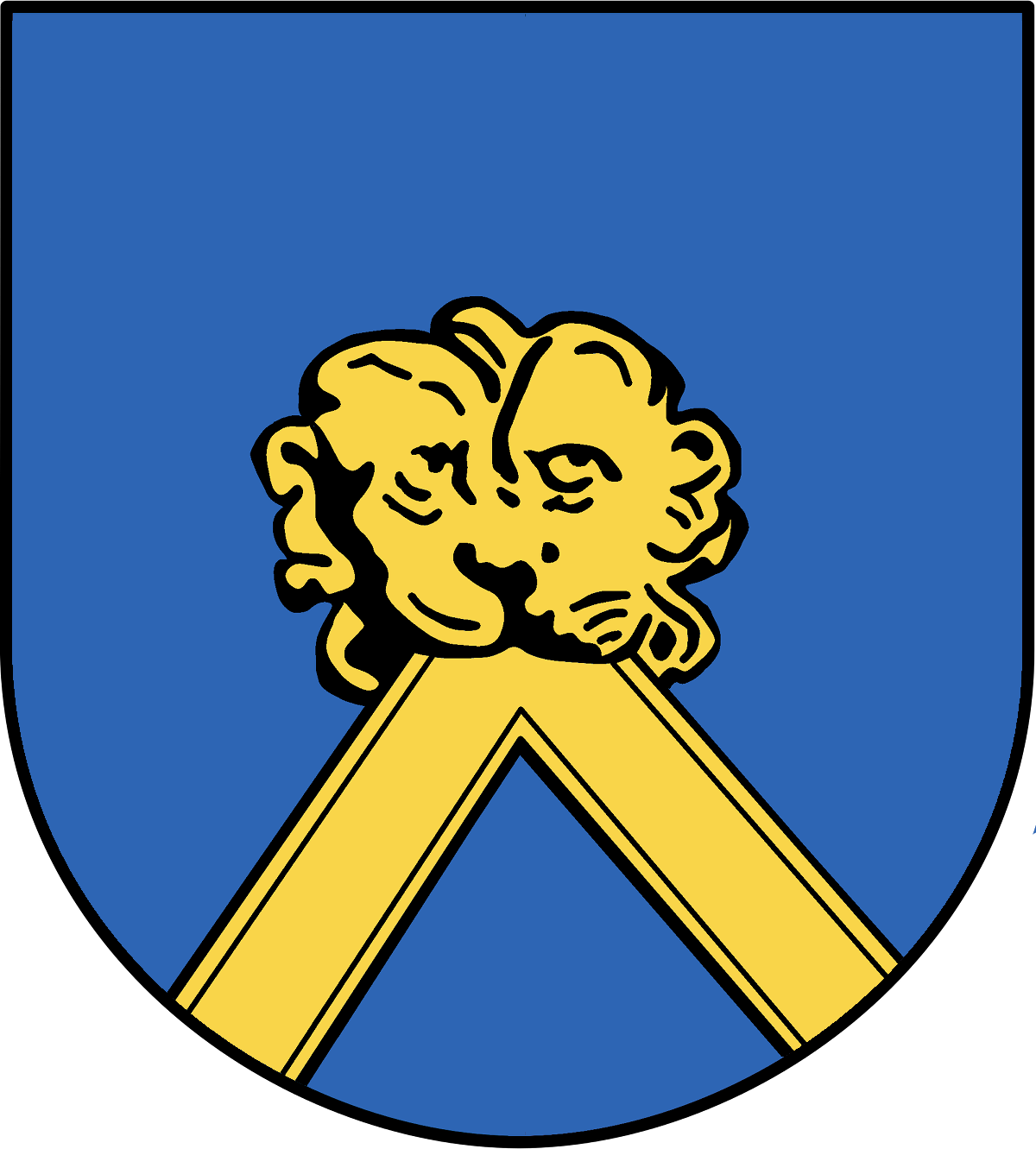
Stemma dei conti di Comburg

Per i Mattonidi non esiste un vero e proprio stemma di famiglia. Il motivo è che solo nel XII secolo si svilupparono stemmi con scudi per distinguere i loro portatori. Tuttavia, uno stemma è stato tramandato attraverso attribuzioni successive. Ad esempio, una raffigurazione del XVIII secolo attribuisce questo stemma a Megingaud, ed è presente anche come elemento dello stemma del monastero di Münsterschwarzach e dei signori di Comburg.
Blasonatura: In blu, una testa di leone d'oro che guarda avanti, con in bocca uno scaglione d'oro abbassato.